# Cephea cephea
Cephea cephea is een schijfkwal uit de familie Cepheidae. De kwal wordt ook soms de 'kroon kwal' en de 'bloemkool kwal' genoemd. De kwal komt uit het geslacht Cephea. Cephea cephea werd voor het eerst wetenschappelijk beschreven door Peter Forsskål. De kwal komt voor in the tropische waters van de westerse grote Oceaan en Noord Australië. Hoewel de soort een van de meest giftige kwallen ter wereld is wordt het soms gegeten als delicatesse en voor medische doelen in China en Japan. 
De soort kan een diameter bereiken tot van 60 cm

## Beschrijving
Cephea Cephea is paars-blauw in kleur en heeft wratachtige projecties en een bel vorm dat is geassocieerd met de algemene namen van de soort. Zoals andere kwallen soorten bevatten de tentakels Nematocysten dat worden gebruikt om prooi te verdoven, vermoorden en grijpen. De levensduur is gemiddeld 3 tot 6 maanden